# Takashi Shimoda
Takashi Shimoda (下田 崇, Shimoda Takashi, Hiroshima, 28 november 1975) is een Japans voormalig voetballer die als doelman speelde.

## Clubcarrière
Hij speelde tussen 1994 en 2010 voor Sanfrecce Hiroshima en werd daar in 1998 eerste keeper. Hij bleef tot het einde van zijn voetbalcarrière bij deze club. In 1996 vertegenwoordigde hij Japan bij de Olympische Spelen in Atlanta. Japan kwalificeerde zich toen niet voor de kwartfinale.

## Japans voetbalelftal
Hij debuteerde in 1999 in het Japans nationaal elftal en speelde 1 interland. Shimoda vertegenwoordigde zijn vaderland op de Olympische Spelen 1996 in Atlanta. Ondanks een overwinning op Brazilië (1-0) werd de Japanse olympische selectie onder leiding van bondscoach Akira Nishino al in de groepsronde uitgeschakeld.

## Statistieken
| Japans voetbalelftal | Japans voetbalelftal | Japans voetbalelftal |
| Jaar                 | Wed.                 | Dlp.                 |
| -------------------- | -------------------- | -------------------- |
| 1999                 | 1                    | 0                    |
| Totaal               | 1                    | 0                    |